# Clemente Molli
Clemente Molli oppure Moli (Bologna?, 1599 c. – Venezia, 14 marzo 1664) è stato uno scultore italiano. 
I contemporanei lo riportano anche come architetto, poeta, letterato ed anche mercante d’arte.

## Biografia
Nacque in una nobile famiglia originaria di Russi, nel ravennate, spostatasi poi a Bologna. Fu avviato agli studi umanistici e filosofici ma per cause sconosciute dovette abbandonare. Non è noto dove abbia appreso l'arte della scultura. A dispetto delle scarse notizie dovette aver presto guadagnato una buona fama, anche come intellettuale, viste le commissioni ed il fatto di esser stato accolto nell'Accademia degli Incogniti e prima ancora nella veneziana Accademia degli Unisoni di Giulio e Barbara Strozzi. A questo si aggiunse il rapporto con Marco Boschini che lo citò, unico tra gli scultori suoi contemporanei, nella La Carta del Navegar pitoresco sia per tesserne le lodi che come consulente in fatto di scultura; Molli gli rispose con un sonetto nella presentazione. Sia nelle Glorie che nella Carta si annuncia l'attitudine del Molli per la scultura di "colossi", vale a dire opere civili di grandi dimensioni, che in effetti furono parte rilevante delle sue opere note.
All'inizio della sua carriera errò di città in città. Dapprima, sul finire degli anni trenta del Seicento, plasmò a stucco quattro statue per la cappella Dondini nella chiesa di San Salvatore della sua Bologna: Sant'Ignazio, San Giacomo, un santo eremita abate non identificato ed un San Paolo nettamente ispirati all'iconografia di Guido Reni. 
Nel 1634 fu a Verona dove scolpì la sua prima opera colossale, un gruppo in marmo costituito da un'allegoria di Venezia, raffigurata come una giovane donna incoronata dal corno dogale, ed il fiume Adige per Verona. La statua,  posta in piazza Bra, fu distrutta dagli occupanti francesi nel 1797; se ne conservano alcuni frammenti sufficienti però a darne un'idea della dimensione. Nel 1635 fu a Rovigo dove realizzò una Madonna con Bambino e San Giovannino per il portale della chiesa di San Bartolomeo poi spostata alla Rotonda. 
Nel 1636 fu a Forlì: qui scolpì una grande Madonna col Bambino dedicata alla Madonna del fuoco che fu posta in cima ad una colonna in piazza Maggiore e anche una Madonna di Loreto per la chiesa di San Filippo Neri. Nel Novecento, la storia della statua sulla colonna si intrecciò con le vicende di Benito Mussolini: infatti, nel 1909 la colonna fu abbattuta, appunto anche per l'intervento di Mussolini, allora ferocemente anticlericale; poi, nel 1928, la colonna con la statua fu di nuovo eretta, ma stavolta in Piazza del Duomo: da notare che Mussolini, ormai Capo del Governo, figurava nel comitato promotore dell'evento.
Sempre negli anni Trenta, Molli realizzò la Madonna col Bambino posta sopra la porta della Tribuna del castello di Modigliana e la Madonna del voto posta su un alto piedestallo a fianco alla chiesa di Santa Maria Assunta di Castelfranco Emilia.
Nel 1638 Molli si era già stabilito a Venezia come attestato dalla sua già ricordata presenza tra gli Unisoni e qui nel 1940 si sposò con Maria Bonelli. Non rinunciò tuttavia a qualche spostamento al di fuori dalla Serenissima: nel 1940 fu a Ravenna per innalzare la statua di San Vitale in piazza Maggiore (ora piazza del Popolo) e tra il 1644 ed il 1646 fu a Varsavia per realizzare la gigantesca statua di Sigismondo III Vasa su incarico del figlio Ladislao IV re di Polonia. Commessa quest'ultima di grande prestigio e celebrata appunto nelle pagine degli Incogniti, nei testi e nel ritratto inciso da Giacomo Piccini.

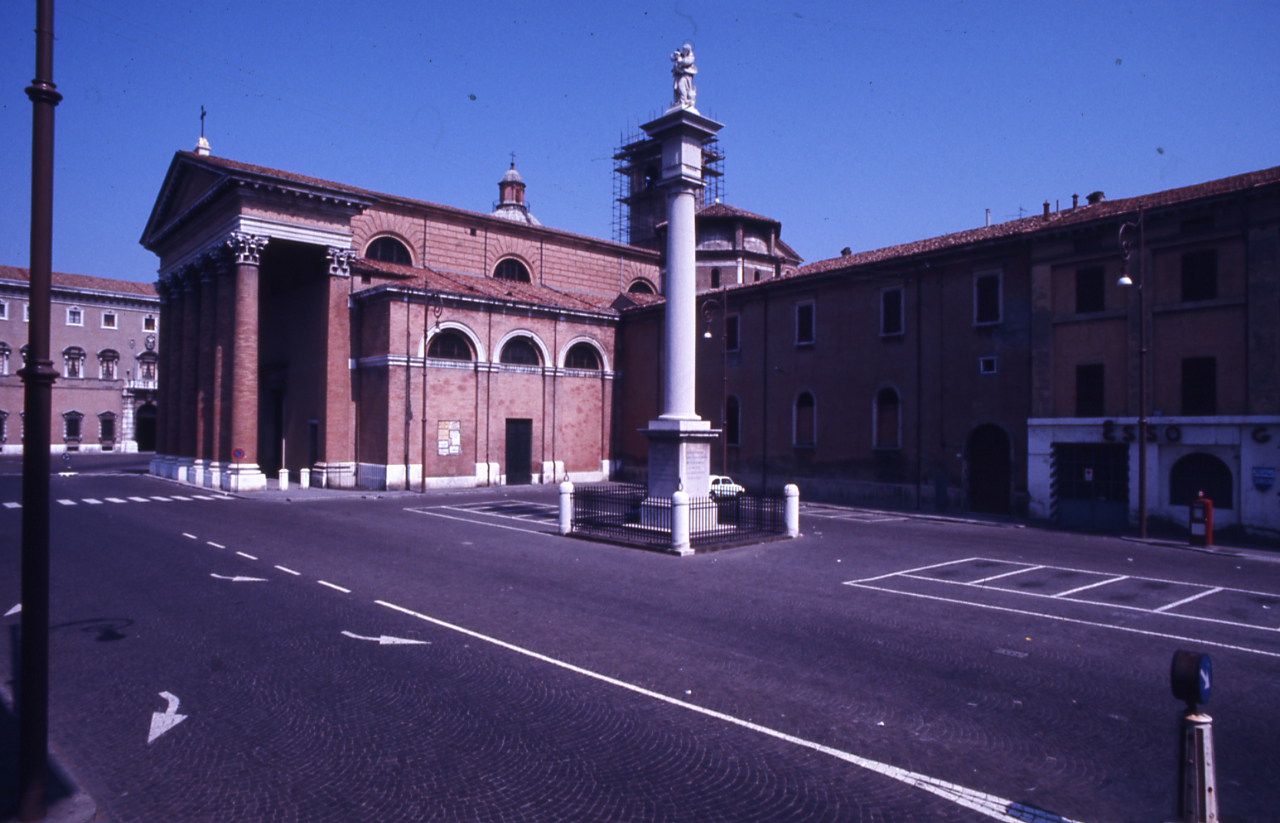
Madonna del Fuoco, piazza del Duomo, Forlì. Foto di Paolo Monti, 1971.
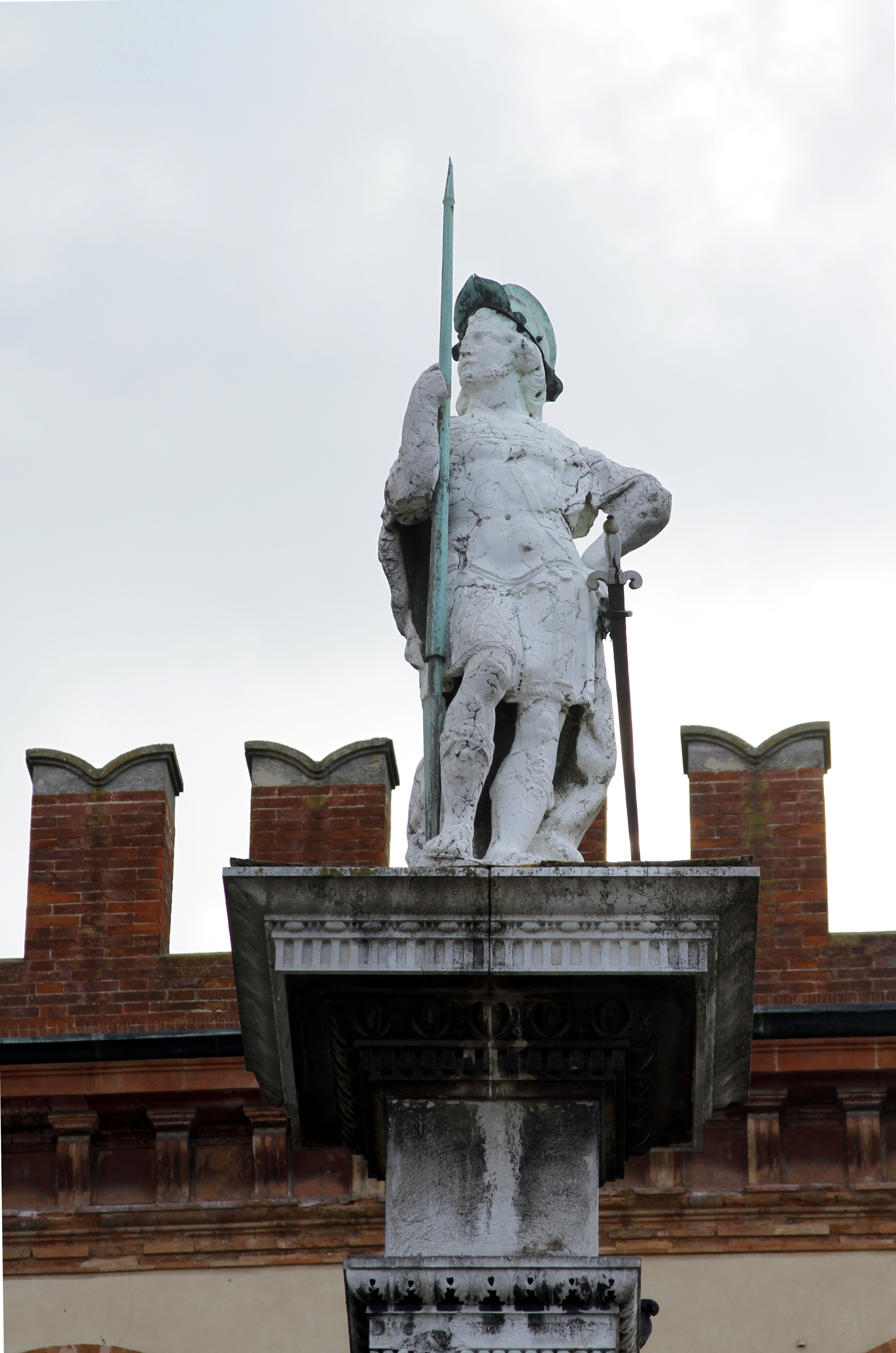
San Vitale, piazza del Popolo, Ravenna
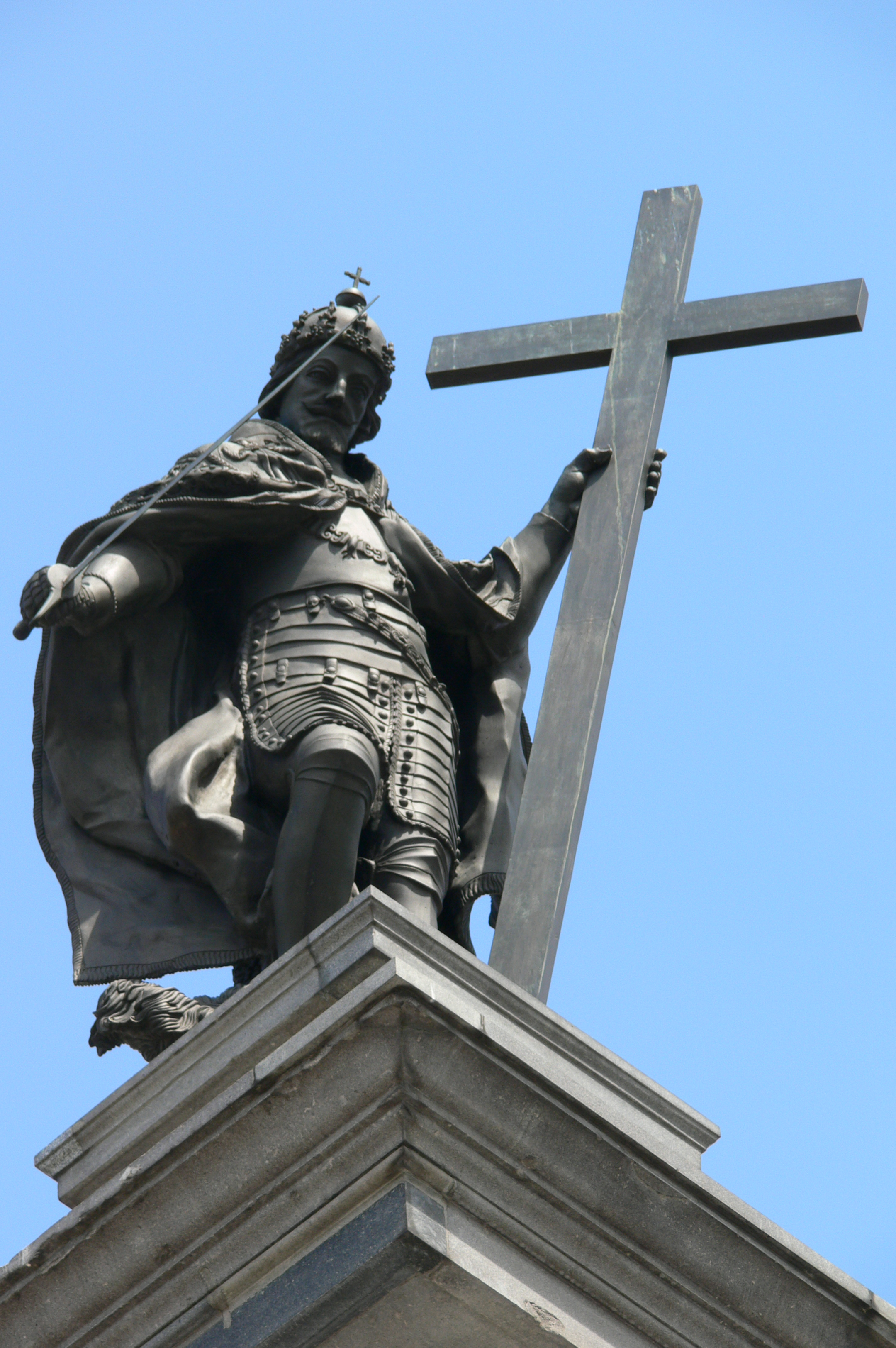
Sigismondo III Vasa, piazza Zamkowy, Varsavia

A Venezia lavorò spesso con Baldassare Longhena: il primo incarico fu l'altare per la cappella Widmann in San Canciano. Il complesso scultoreo costituito da San Massimo, affiancato da due angioletti, inginocchiato sull’urna delle sue reliquie sorretta da altri due angeli e dalle tre statue poste sul timpano, la Vergine al centro ed i santi Giovanni Evangelista e Paolo adagiati ai lati, fu sicuramente una novità per l’ambiente artistico veneziano. Una novità che si manifestava nell'adesione ai modelli figurativi di Guido Reni e Ludovico Carracci: l'espressione estatica del San Massimo richiama chiaramente il volto di San Paolo del Reni al Prado. 
Sempre per Longhena a San Pietro di Castello scolpì una parte delle statue, tre putti e le Virtù Teologali, (dopo il 1649) per l'altare maggiore ed i busti di Francesco Morosini e della moglie Elena Cappello (1654-55) ai lati dell'altare della famiglia. Tra il 1652 ed il 1659 circa scolpì il San Giovanni a pendant con il San Paolo di Francesco Cavrioli per l'altar maggiore dei Santi Giovanni e Paolo. L'opera, firmata, rivela ancora un forte attaccamento con l'ambiente bolognese nell’influenza del San Procolo di Algardi per il santuario di Santa Maria della Vita. 
Un più cospicuo incarico dal Longhena fu l'intero apparato scultoreo della nuova facciata di Santa Giustina di cui restano in loco solo i due putti nei pennacchi del portale. Dopo la dismissione a seguito degli editti napoleonici fu demolito il timpano con le cinque statue di coronamento, agli inizi del novecento scomparvero i tre busti sopra i cenotafi dei Soranzo ed in un momento imprecisato furono staccate le due grandi allegorie della Pace e della Guerra sedute sotto il cenotafio centrale del procuratore Giovanni Soranzo. Queste due ultime allegorie sono state recentemente individuate nei depositi di scultura dei Musei Civici di Venezia. 
Recentemente sono stati recuperati al catalogo del Molli i Quattro Evangelisti posti nei pennacchi delle arcate interne del presbiterio della Madonna della Salute. Queste gigantesche opere a stucco erano intese dal Longhena come provvisorie, dovevano essere sostituite da bassorilievi in pietra ma fortunatamente non se ne fece nulla.
Opera interamente del Molli, sia nel disegno architettonico che nella realizzazione delle sculture, fu il rifacimento della facciata dell'Abbazia della Misericordia finita nel 1659 e realizzata a cura e spese del patrizio e filosofo Gasparo Moro. Qui Molli scolpì il busto del Moro con i putti reggicartiglio, la Madonna sul coronamento e le statue della Carità e della Fortezza ai lati del portale.
Molte furono le sue opere sparse, per lo più non identificabili, di cui si conoscono numerosi pagamenti da parte della Procuratia de Supra tra il 1649 ed 1659, tra queste il rifacimento della statua della Prudenza caduta dalla sommità della Basilica di San Marco. È noto anche che nel 1658 fu liquidato il suo bassorilievo di San Giorgio e il drago ancora visibile sulla parete di un edificio della comunità greca in Salizada dei Greci. Boschini e Martinioni accennarono anche a diversi busti per committenze private non più identificabili.

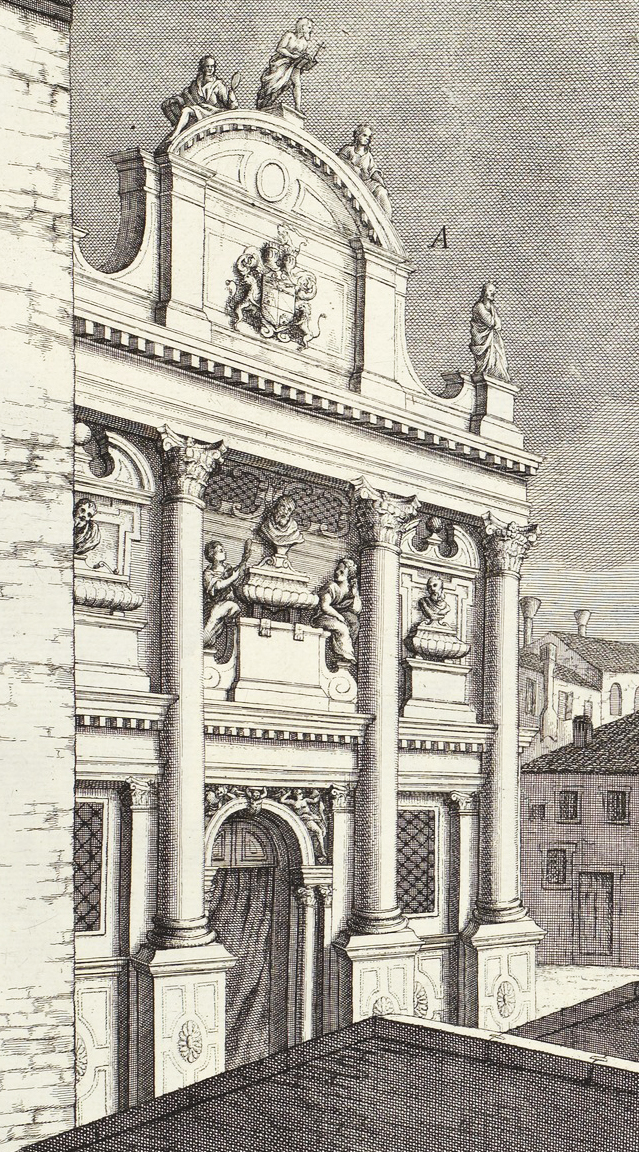
La sistemazione originale della facciata di Santa Giustina in un'incisione del Lovisa (particolare)
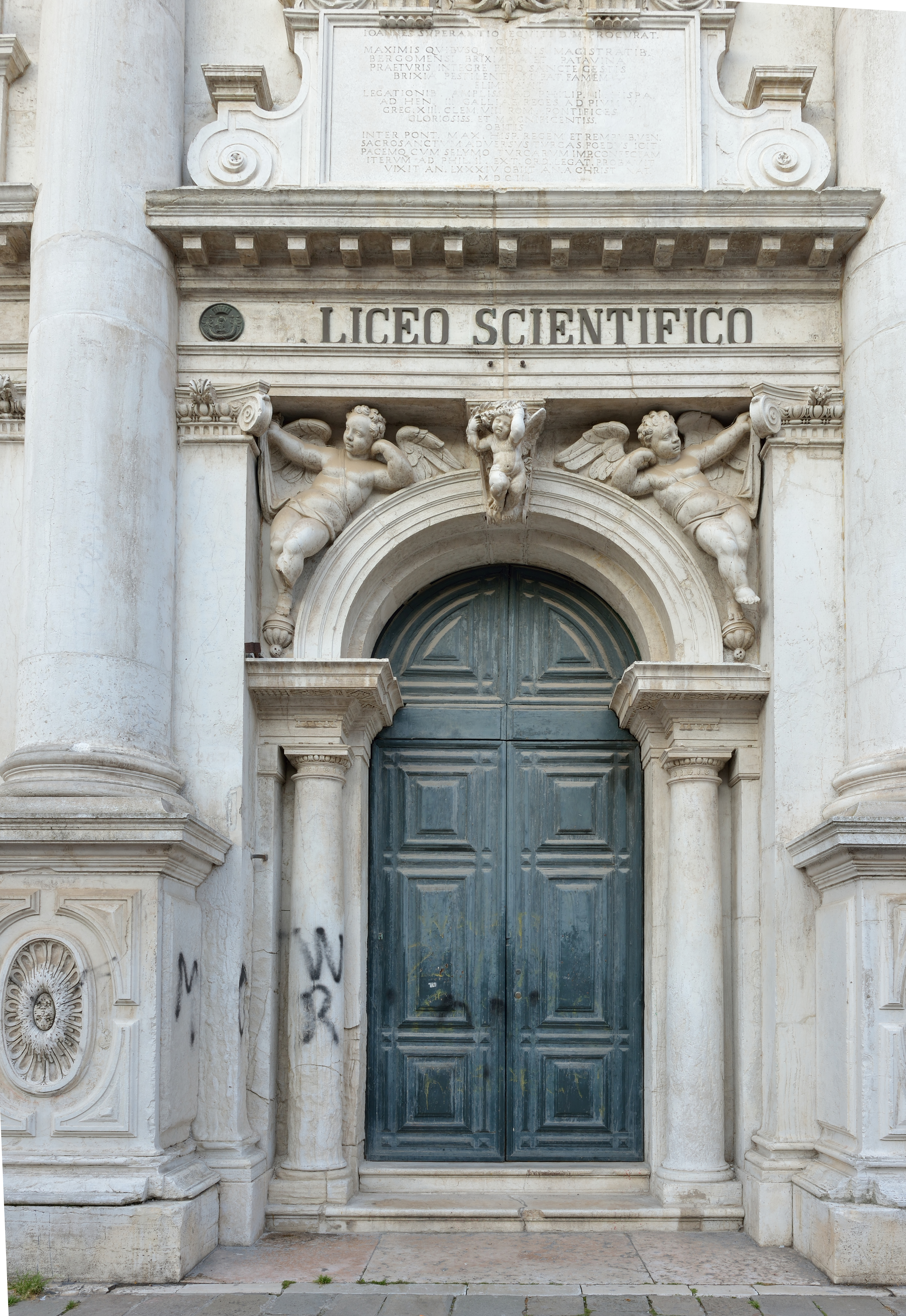
Portale dell'ex chiesa di Santa Giustina, Venezia
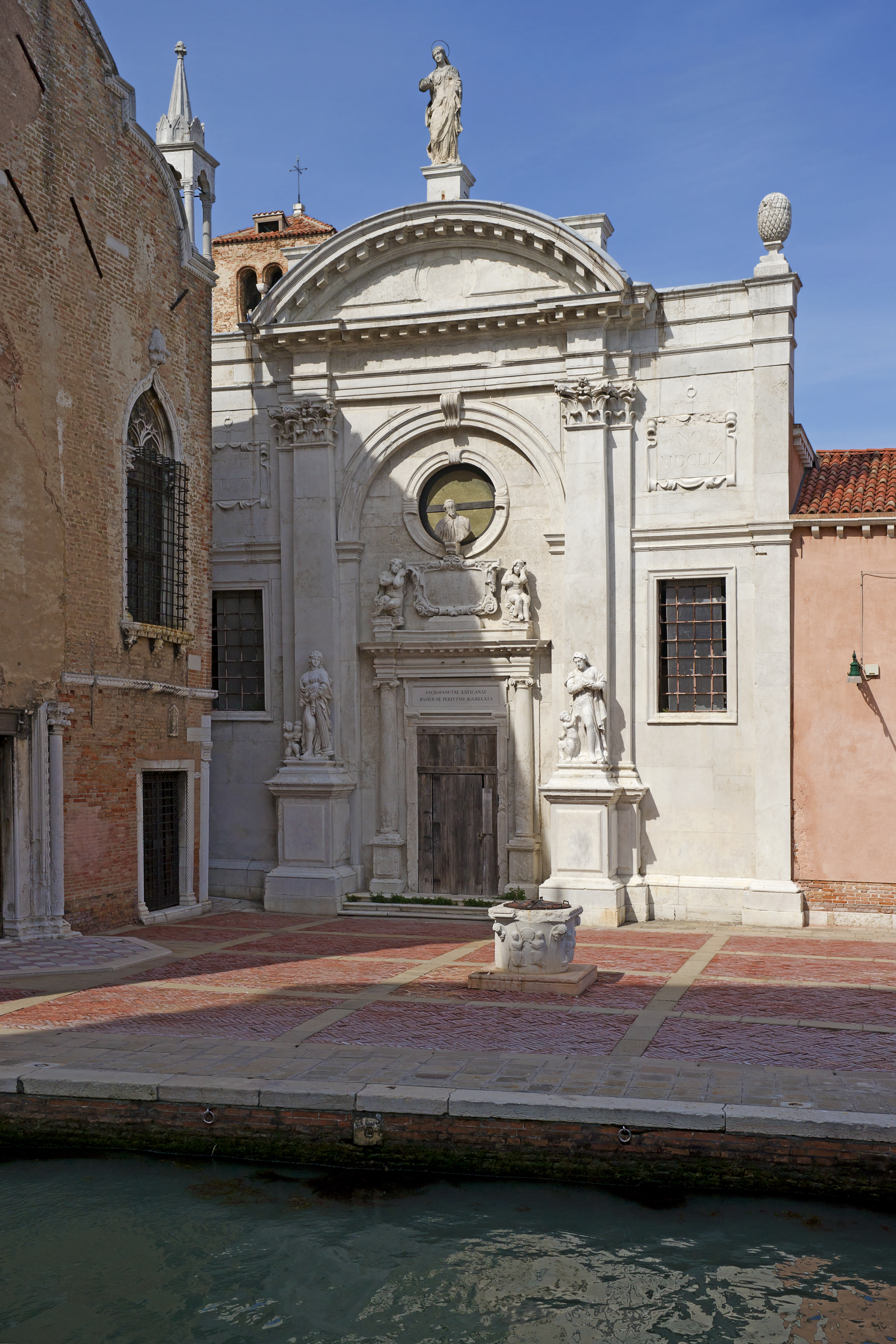
Chiesa dell'Abbazia della Misericordia, Venezia